# Wormaldia moesta
Wormaldia moesta är en nattsländeart som först beskrevs av Banks 1914.  Wormaldia moesta ingår i släktet Wormaldia och familjen stengömmenattsländor. Inga underarter finns listade i Catalogue of Life.